# Barend Kwast
Barend Kwast (Purmerend, 28 december 1853 – Liverpool, 1 mei 1919) was Nederlands organist, pianist, dirigent, muziekpedagoog, en componist.
Hij was zoon van musicus Jacob Kwast en Ariaantje Dorland. Broer Albert Kwast was eveneens musicus. Barend huwde Sophia Bruijnings.
Hij kreeg zijn muziekopleiding van zijn vader Jacob Kwast en oom James Kwast, viel wel in als organist voor zijn vader. Het gezin verhuisde naar Gouda.  Hij werd echter klaargestoomd voor een loopbaan in de handel met een opleiding aan de HBS te Dordrecht en aan de Amsterdamse Handelsschool, toen het gezin inmiddels weer in de hoofdstad gevestigd was. Hij haalde er zijn diploma, werkte even op kantoor, maar besloot toch in de muziek te gaan werken. Hij werd organist van de Waalse Kerk in Amsterdam en gaf in die plaats ook muziekonderwijs. Hij vertrok naar Leeuwarden om Maurice Hageman op te volgen als directeur van de muziekschool aldaar en tevens leider te worden van het plaatselijk koor en orkest, het Orchest der Vereeniging De Harmonie, de voorloper van het Frysk Orkest. Na enige tijd vertrok hij naar Arnhem om daar soortgelijke functies te bekleden en om van daar uit concerten te geven in de grote steden van Nederland. Hij keerde terug naar Amsterdam en stichtte er een Academie voor Muziek, waaraan hij zelf les gaf; hij werd voorts dirigent van het koor Onderlinge Oefening, dat wel prijzen won op zangwedstrijden in bijvoorbeeld Antwerpen. Bij het twintigjarig bestaan van het koor werd een compositiewedstrijd uitgeschreven, die gewonnen werd door Anton Verheij van het Rotte’s Mannenkoor, In die tijd schreef Kwast recensies voor de Amsterdamsche Courant en de Nieuwe Courant in Den Haag.
In 1900 aanvaardde hij de functie van dirigent van de Stedelijk Muziekcorps in Purmerend en was nog actief als jurylid bij zangwedstrijden. In 1903 was hij werkzaam in Schagen en even later vertrok hij naar Engeland.
Hij schreef enkele werken, die al snel in de vergetelheid raakten: Valse impromptu voor piano, De reuzen van het woud voor mannenkoor, Phantasie impromptu voor piano en orkest, de ballade Het ruitertje en de bloemkorf en Schaduw en licht voor gemengd koor.